# حشره‌خوار دم‌کوتاه شمالی
حشره‌خوار دم‌کوتاه شمالی (نام علمی: Blarina brevicauda) نام یک گونه از سرده حشره‌خوار دم‌کوتاه آمریکایی است.